# Kanton Lagor
Kanton Lagor (francouzsky Canton de Lagor) je francouzský kanton v departementu Pyrénées-Atlantiques v regionu Akvitánie. Tvoří ho 17 obcí.

## Obce kantonu
- Abidos
- Bésingrand
- Biron
- Castetner
- Laà-Mondrans
- Lacq (část)
- Lagor
- Loubieng
- Maslacq
- Mont
- Mourenx
- Noguères
- Os-Marsillon
- Ozenx-Montestrucq
- Sarpourenx
- Sauvelade
- Vielleségure